# 테리 버처
테리 이언 버처(영어: Terry Ian Butcher, 1958년 12월 28일 ~ )는 잉글랜드의 전 축구 선수이자 축구 감독이다. 선수 시절 포지션은 센터백이었다. 또한 선수시절 잉글랜드 축구 국가대표팀에서 활약하며 1982년 FIFA 월드컵, 1986년 FIFA 월드컵, 1990년 FIFA 월드컵 총 세번의 월드컵에 출전했다.